# Джак Кар
Джак Кар (на английски: Jack Carr) е съвместен псевдоним на двама американски писатели, автори на произведения в жанра екшън трилър.

## Биография и творчество
Според създадената легенда Джак Кар е бивш тюлен от Военноморските сили на САЩ, ръководител на екипи за специални операции като ръководител на екип, командир на взвод, командир на войски и командир на подразделение. През 20-те си години служба (1996 – 2016) преминава от снайперист, специалист по комуникациите и разузнаването, младши офицер, ръководещ щурмови и снайперистки екипи в Ирак и Афганистан, до командир на взвод, който практикува антитерористични действия в южните Филипини, до командващ специално оперативно звено на операцията в най-повлияната от Иран част на Южен Ирак по време на съкращаването на американските сили. След оттегляне от активна служба през 2016 г. живее със съпругата си и трите си деца в Парк Сити, Юта.
Първият им роман, „Черният списък“ от поредицата „Джеймс Рийс“, е издаден през 2018 г. Екипът на капитан трети ранг Джеймс Рийс загива в засада, а при завръщането си открива, че семейството му е избито. Разбирайки, че е жертва на конспирация, той прилага уменията си за да отмъсти за смъртта на близките си и бойните си другари.

## Произведения

### Серия „Джеймс Рийс“ (James Reece)
1. The Terminal List (2018)
Черният списък, изд.: ИК „Бард“, София (2020), прев. Стефан Теодосиев
2. True Believer (2019)
Компанията, изд.: ИК „Бард“, София (2021), прев. Иван Златарски
3. Savage Son (2020)
Разяреният син, изд.: ИК „Бард“, София (2022), прев.
4. The Devil's Hand (2021)
Личен убиец, изд.: ИК „Бард“, София (2022), прев.
5. In the Blood (2022)
6. Only the Dead (2023)
7. Red Sky Mouring (2024)

По пътеката на войната, изд.: ИК „Бард“, София (2024), прев.